# Жуков, Тимофей Семёнович
Тимофей Семенович Жуков (родился в 1903, село Ребриково, Область Войска Донского, теперь Антрацитовского района Луганской области — 1962, Луганск) — советский и украинский партийный деятель, депутат Верховного Совета УССР 3-го созыва. Кандидат в члены ЦК КПУ в 1952-1954.

## Биография
В 1914 — 1918 г. — рабочий типографии, гвоздевого и шорного заводов, главных железнодорожных мастерских
Владикавказской железной дороги в Ростове-на-Дону. В 1918 — 1936 г. — подручный слесарь, кузнец, секретарь шахткома, штатный пропагандист шахты № 33-37 (Донбасс, Ровеньковский район).
В 1927 году стал членом ВКП(б). В 1937 году окончил школу пропагандистов имени Свердлова при ЦК ВКП(б).
С 1937 на партийной работе. В 1937 — 1939 г. — инструктор, заместитель заведующего, заведующий отделом
пропаганды и агитации Донецкого (Сталинского) обкома КП(б)У. В 1940 — 1943 г. — секретарь по пропаганде и агитации Читинского обкома ВКП(б). В 1943 — 1944 г. — заведующий отделом пропаганды и агитации Ворошиловградского горкома КП(б)У.
В 1944 — 1945 г. — 1-й секретарь Дубенского районного комитета КП(б)У Ровенской области. В 1945 — 1949 г. — 1-й секретарь Корецкого районного комитета КП(б)У Ровенской области.
В 1949 — 1951 г. — 2-й секретарь Ровенского областного комитета КП(б)У. В 1951 — 1952 г. — 1-й секретарь Ровенского областного комитета КП(б)У.
В 1952 — 1953 г. — слушатель Курсов первых секретарей обкомов и председателей облисполкомов при ЦК КПСС.
29 ноября 1953 — 27 декабря 1958 г. — 1-й секретарь Дрогобычского городского комитета КПУ. В 1959 году работал заведующим отдела исполнительного комитета Дрогобычского областного совета депутатов трудящихся.
В мае 1959 — 1962 г. — заместитель начальника отдела кадров и учебных заведений Луганского совета народного хозяйства (совнархоза). Умер в начале февраля 1962 года в Луганске.

## Награды
- Орден Трудового Красного Знамени (1948)
- Орден Отечественной войны 2 степени

## Ссылка
- (рус.)Справочник по истории Коммунистической партии и Советского Союза 1898-1991